# Euro Hockey Club Champions Cup 2016
De Euro Hockey Club Champions Cup (EHCCC) 2016 is de 43ste editie en werd gehouden van 13 mei tot en met 16 mei op het terrein van SCHC te Bilthoven. Het is het tweede jaar op rij dat SCHC het toernooi mag organiseren. Aan het toernooi doen acht teams uit zes verschillende landen mee. De titelhouder is SCHC, dat in 2015 voor eigen publiek het kampioenschap wist te winnen.

## Geplaatste teams
| Team                    |
| ----------------------- |
| HC 's-Hertogenbosch     |
| SCHC                    |
| Club de Campo de Madrid |
| Uhlenhorster HC         |
| Surbiton HC             |
| Pegasus                 |
| Canterbury HC           |
| CSP Krylatskoye         |

## Kwartfinales
| 13 mei 2016 13:15 |                  |                                                                                  |                                                  |
| Surbiton HC       | 0:6 (0:4)        | Uhlenhorster HC                                                                  | Scheidsrechters: Fanneke Alkemade Lisette Baljon |
|                   | Wedstrijdverslag | Charlotte Stapenhorst 15 (sc)', 18 (sc)', 27', 30', 47' Janne Müller-Wieland 60' | Scheidsrechters: Fanneke Alkemade Lisette Baljon |

| 13 mei 2016 15:30                                                                                 |                  |         |                                              |
| Club de Campo de Madrid                                                                           | 5:0 (3:0)        | Pegasus | Scheidsrechters: Hannah Sanders Elena Eskina |
| 2' Alicia Magaz Medrano 18', 25' Carmen Cano Ruiz 52 (sc)' Maria Lopez Garcia 55' Andrea Mowinkel | Wedstrijdverslag |         | Scheidsrechters: Hannah Sanders Elena Eskina |

| 13 mei 2016 17:45 |                  |                 |                                                |
| HC 's-Hertogenbosch | 7:0 (3:0)        | CSP Krylatskoye | Scheidsrechters: Laurine Delforge Alison Keogh |
| 3 (sc)', 20 (sb)' Maartje Paumen 15' Vera Vorstenbosch 43 (sc)' Marloes Keetels 47' Margot van Geffen 57 (sc)' Marlies Verbruggen 58' Ireen van den Assum | Wedstrijdverslag |                 | Scheidsrechters: Laurine Delforge Alison Keogh |

| 13 mei 2016 20:00 |                  |                                                                                           |                                                    |
| Canterbury HC     | 0:6 (0:3)        | SCHC                                                                                      | Scheidsrechters: Sarah Wilson Karine Alves Pereira |
|                   | Wedstrijdverslag | Caia van Maasakker 4', 38 (sc)' Ginella Zerbo 9', 12' Claire Verhage 33' Xan de Waard 59' | Scheidsrechters: Sarah Wilson Karine Alves Pereira |

## 8ste tot en met 5de plaats

### Kruiswedstrijden
| 15 mei 2016 10:45         |                  |                                                                 |                                                |
| CSP Krylatskoye           | 2:4 (1:3)        | Surbiton HC                                                     | Scheidsrechters: Fanneke Alkemade Alison Keogh |
| 28', 52' Bogdana Sadovaia | Wedstrijdverslag | Jennifer Woolven 3' Naomi Evans 18 (sc)', 48' Hannah Coulson 3' | Scheidsrechters: Fanneke Alkemade Alison Keogh |

| 15 mei 2016 13:00 |                  |                                                      |                                                      |
| Pegasus           | 0:3 (0:1)        | Canterbury HC                                        | Scheidsrechters: Lisette Baljon Karine Alves Pereira |
|                   | Wedstrijdverslag | Dirkie Chamberlain 22', 56' Melanie Clewlow 40 (sc)' | Scheidsrechters: Lisette Baljon Karine Alves Pereira |

### 7de/8ste plaats
| 16 mei 2016 09:00                                                                 |                  |                                                 |                                                |
| CSP Krylatskoye                                                                   | 4:2 (1:1)        | Pegasus                                         | Scheidsrechters: Hannah Sanders Lisette Baljon |
| 30' Margarita Drepenkina 37 (sc)', 42 (sb)' Bogdana Sadovaia 42' Iuliia Sartakova | Wedstrijdverslag | Stephanie Quinn 14 (sc)' Hannah Grieve 59 (sc)' | Scheidsrechters: Hannah Sanders Lisette Baljon |

### 5de/6de plaats
| 16 mei 2016 11:15                |                  |                                                        |                                                    |
| Surbiton HC                      | 2:3 (1:1)        | Canterbury HC                                          | Scheidsrechters: Karine Alves Pereira Alison Keogh |
| 4' Georgie Twigg 38' Naomi Evans | Wedstrijdverslag | Melanie Clewlow 30 (sc)', 52 (sc)' Jennifer Wilson 50' | Scheidsrechters: Karine Alves Pereira Alison Keogh |

## Halve finales
| 14 mei 2016 14:00                                                   |                  |                                 |                                            |
| HC 's-Hertogenbosch                                                 | 5:2 (3:1)        | Uhlenhorster HC                 | Scheidsrechters: Sarah Wilson Elena Eskina |
| 12 (sc)', 16 (sb)', 21 (sb)' Maartje Paumen 41', 48' Lidewij Welten | Wedstrijdverslag | Marleen Müller 6' Nora Korn 40' | Scheidsrechters: Sarah Wilson Elena Eskina |

| 14 mei 2016 16:15       |                  |                  |                                                  |
| Club de Campo de Madrid | 0:1 (0:0)        | SCHC             | Scheidsrechters: Hannah Sanders Laurine Delforge |
|                         | Wedstrijdverslag | Xan de Waard 37' | Scheidsrechters: Hannah Sanders Laurine Delforge |

### Troostfinale
| 16 mei 2016 13:30                                      |                  |                                             |                                                |
| Uhlenhorster HC                                        | 3:2 (3:1)        | Club de Campo de Madrid                     | Scheidsrechters: Fanneke Alkemade Elena Eskina |
| 7' Katharina Otte 17' Jana Teschke 28' Nina Steikowsky | Wedstrijdverslag | Ivanna Pessina 10' Alicia Magaz Medrano 36' | Scheidsrechters: Fanneke Alkemade Elena Eskina |

## Finale
| 16 mei 2016 15:45                                            |                  |                                                                                     |                                                |
| HC 's-Hertogenbosch                                          | 1:1 (1:0)        | SCHC                                                                                | Scheidsrechters: Sarah Wilson Laurine Delforge |
| 24 (sc)' Maartje Paumen                                      | Wedstrijdverslag | Caia van Maasakker 40 (sb)'                                                         | Scheidsrechters: Sarah Wilson Laurine Delforge |
| Shoot-out                                                    |                  |                                                                                     | Scheidsrechters: Sarah Wilson Laurine Delforge |
| Vera Vorstenbosch Lieke Hulsen Fréderique Matla Yibbi Jansen | 3:2              | Maike Stöckel Carlien Dirkse van den Heuvel Roos Drost Sarah Jaspers Claire Verhage | Scheidsrechters: Sarah Wilson Laurine Delforge |

## Kampioen
| EuroHockey Club Champions Cup 2016 (Europacup I 2016) |
| ----------------------------------------------------- |
| Hockeyclub 's-Hertogenbosch 14de titel                |

## Individuele prijzen
- Topscorer:  Maartje Paumen,  HC Den Bosch
- Beste speelster van het toernooi:  Jana Teschke,  Uhlenhorster HC
- Beste keepster van het toernooi:  Anna Shichkina,  CSP Krylatskoye